# Palisade (Minnesota)
Palisade es una ciudad ubicada en el condado de Aitkin en el estado estadounidense de Minnesota. En el Censo de 2010 tenía una población de 167 habitantes y una densidad poblacional de 99,66 personas por km².

## Geografía
Palisade se encuentra ubicada en las coordenadas 46°42′44″N 93°29′20″O / 46.71222, -93.48889. Según la Oficina del Censo de los Estados Unidos, Palisade tiene una superficie total de 1.68 km², de la cual 1.68 km² corresponden a tierra firme y (0%) 0 km² es agua.

## Demografía
Según el censo de 2010, había 167 personas residiendo en Palisade. La densidad de población era de 99,66 hab./km². De los 167 habitantes, Palisade estaba compuesto por el 92.22% blancos, el 0.6% eran afroamericanos, el 6.59% eran amerindios, el 0% eran asiáticos, el 0% eran isleños del Pacífico, el 0.6% eran de otras razas y el 0% pertenecían a dos o más razas. Del total de la población el 0.6% eran hispanos o latinos de cualquier raza.